# Елинек, Томаш
Томаш Елинек (чеш. Tomáš Jelínek; 29 апреля 1962, Прага, Чехословакия) — бывший чешский хоккеист, нападающий. Бронзовый призёр Олимпийских игр 1992 года в составе сборной Чехословакии.

## Достижения
- Бронзовый призёр Олимпийских игр 1992 и чемпионатов мира 1989, 1990 и 1992 в составе сборной Чехословакии
- Серебряный призёр чемпионата Европы среди юниоров 1980 и молодёжного чемпионата мира 1982

## Статистика
- Чемпионаn Чехии (Чехословакии) — 698 игр, 446 очков (221+225)
- Сборная Чехословакии — 82 игры, 27 шайб
- Сборная Чехии — 7 игр, 5 шайб
- НХЛ — 49 игр, 13 очков (7+6)
- Чемпионат Финляндии — 41 игра, 47 очков (24+23)
- Швейцарская национальная лига А — 11 игр, 9 очков (5+4)
- Швейцарская национальная лига Б — 6 игр, 14 очков (7+7)
- Чешская третья лига — 24 игры, 18 очков (7+11)
- Немецкая третья лига — 14 игр, 26 очков (10+16)
- Евролига — 3 игры
- АХЛ — 2 игры
- Всего за карьеру — 937 игр, 313 шайб

## Семья
Его сын Томаш Елинек-младший (род. 28.03.1982 г.) — хоккеист, нападающий, выступавший в низших чешских лигах.